# Bullitt Reservation
Das 262 Acres (1,1 km²) umfassende Naturschutzgebiet Bullitt Reservation befindet sich nahe der Stadt Ashfield im Nordwesten des Bundesstaats Massachusetts der Vereinigten Staaten. Es wird von der Organisation The Trustees of Reservations verwaltet und ist kostenfrei zugänglich.

## Geschichte
Die Fläche des heutigen Schutzgebiets war früher Teil des insgesamt 365 Acres (1,5 km²) großen Grundbesitzes des US-Diplomaten William C. Bullitt und seiner Tochter Anne. Die Familie nutzte das aus Wäldern, Wiesen und Flüssen bestehende Gebiet viele Jahre lang als Rückzugsort während der Sommermonate. Im März 2009 übereignete die William C. Bullitt Foundation das 262 Acres (1,1 km²) große Teilstück an die Trustees of Reservations, um es zu erhalten und für die Öffentlichkeit zugänglich zu machen.

## Schutzgebiet
Das im Pioneer Valley gelegene Gebiet besteht aus einer Mixtur aus Feldern, landwirtschaftlichen Gebäuden, Waldflächen und Flüssen und ist Teil einer Vielzahl von geschützten, zusammenhängenden Landflächen mit einer Gesamtgröße von gut 3.000 Acres (12,1 km²). Auf den Freiflächen können Rothirsche und Bären beobachtet werden. Im Schutzgebiet leben darüber hinaus auch vom Bundesstaat geschützte Tier- und Pflanzenarten, darunter verschiedene Schmetterlinge und Orchideen. Der Poland Brook bietet ferner einer Vielzahl von Fischen, Süßwasserpflanzen und Insekten einen Lebensraum.